# Ulrike Baur
Ulrike Baur (* 1953 in Heidelberg) ist eine deutsche Journalistin und Fernsehregisseurin.

## Leben
Ulrike Baur studierte Germanistik, Romanistik und Politologie mit dem Abschluss M.A. Ihre journalistische Ausbildung machte sie beim Evangelischen Pressedienst und beim Süddeutschen Rundfunk (SDR). Danach arbeitete sie als Hörfunkautorin, Moderatorin und freie Redakteurin für diverse ARD Kulturprogramme.
Seit 1989 drehte Ulrike Baur eine Vielzahl von Dokumentarfilmen für die Fernsehsender ARD, ARTE, ZDF und 3SAT. Ihre ersten Filme entstanden in Vietnam. Ab 1993 bereiste sie jahrelang regelmäßig die Kriegsgebiete im ehemaligen Jugoslawien. Sie arbeitete u. a. für ARTE Themenabende, die ARD-Sendereihen „Die großen Kriminalfälle“, „Der Tag als…“ und von Beginn an für die ZDF-Reihe „37 Grad“.

## Auszeichnungen
- 1990 Hörfunkpreis der Bundesarbeitsgemeinschaft der Freien Wohlfahrtspflege[1] Im Leiden nicht allein – das Christopherushaus in FfM begleitet Sterbenskranke (HR)
- 2000 Deutscher Beitrag INPUT Festival Halifax Kategorie Reportage Verschwunden, vermisst, verscharrt / Vanished, Missing, Buried  (ARD Exclusiv 1999)
- 2001 Nominierung zum Prix Europa in der Kategorie Current Affairs Knochenarbeit – Evas Alltag zwischen Massengräbern / Bone Puzzle (ZDF 37°)
- 2003 Juliane Bartel Medienpreis[2] Frauenhandel – die Balkanroute (ZDF/ARTE/3SAT)
- 2004 Deutscher Menschenrechts-Filmpreis[3] 2. Preis Kategorie Profi Moderne Sklavinnen (ZDF)

## Filmografie (Auswahl)

### ARTE
- 1995: Der letzte Tanz – Rentner an der Costa del Sol – 60 Min
- 1997: Macht-Fragen: Jugendszene Fürstenwalde – 30 Min
- 2003: Die internationale Entführungsindustrie – 45 Min
- 2004: Jobnomaden zwischen Ost und West – 45 Min
- 2006: Die Jäger der schwarzen Kassen – 45 Min
- 2013:  Go North – Gastarbeiter mit Diplom[4] – 60 Min

### ARD
- 1993: Vom Bruder zum Feind – DDR und Prager Frühling – 45 Min ARD
- 2000: Deutsche Welten: Die Vietnamesen – 45 Min ARD
- 2001: Die großen Kriminalfälle: Der Satansmord – Tod eines Schülers[5] – 45 Min ARD
- 2007: Der Tag als…Benni aus dem Koma erwachte[6] – 45 Min ARD
- 2008: Der Tag als…die Feuerwalze kam / Zacharo Griechenland[7] – 45 Min ARD
- 2010: Chronik einer Entmietung – 45 Min SWR /WDR
- 2011: Die Menschenhändler von nebenan[8] – 45 Min SWR
- 2011: Pauken mit Meerblick – die Inselkinder von Silba[9] – 30 Min WDR
- 2012: Wer übernimmt den Hof? Bauern suchen Nachfolger – 45 Min  SWR
- 2014: Köche aus Kenia – Wie die Südpfalz um Arbeitskräfte kämpft – 45 Min SWR

### ZDF/ 3SAT
- 1995: Urlaub vom Krieg ZDF 37°
- 1996: Frühling in Sarajevo – Flüchtlinge kehren heim ZDF 37°
- 1997: Schattenmenschen – illegal in Deutschland ZDF 37°
- 1998: Totgesagte leben lieber ZDF 37°
- 1999: Die Retter der Tafelrunde: Slow Food ZDF 37°
- 2000: Knochenarbeit – Ewas Alltag zwischen Massengräbern ZDF 37°
- 2000: Die Mörder sind frei – das Massaker von Srebrenica ZDF/3SAT
- 2001: Krieg im Kopf – das Trauma der Balkansoldaten ZDF/3SAT
- 2002: Ein Stück von mir – Organe als Geschenk ZDF 37°
- 2002/2003: Moderne Sklavinnen: Frauenhandel – die Balkanroute ZDF/3SAT/ARTE
- 2003: Endspurt aus der letzten Bank – Hauptschüler auf dem Weg ins Leben ZDF 37°
- 2004: Mein Mann der Mörder meiner Tochter – Ehrenmord in Deutschland ZDF 37°
- 2005: Business und bobbycar – Väter im Karrierestress ZDF 37°
- 2007: Ich habe überlebt – Verwundet zurück aus Kabul ZDF 37°
- 2008: Wunschkind von der Samenbank ZDF 37°
- 2009: Mein Kind im Vollrausch[10] ZDF 37°
- 2010: Traumprinz aus der Ferne ZDF 37°
- 2011: Endlich aufatmen – mit 20 eine neue Lunge ZDF 37°
- 2012: Mein Vater ist jetzt eine Frau – Transsexuelle und ihre Kinder ZDF 37°
- 2013: Drei Kinder und vierzig Kühe ZDF 37°
- 2014: Ein radikaler Schnitt – Überleben mit dem Brustkrebsgen ZDF 37°
- 2015: Ich lass die Sau raus – Biohof statt Agrarfabrik ZDF 37°
- 2016: Fremde in meinem Haus – Flüchtlinge mit Familienanschluss ZDF 37°
- 2017: Feierabend, Bauer! – Generationswechsel auf alten Höfen ZDF 37°